# Meet the Vamps
Meet the Vamps é o álbum de estreia da banda de pop britânica The Vamps. Foi lançado no Reino Unido através da Mercury Records em 14 de abril de 2014 e na América do Norte em 4 de novembro de 2014 através da Island Records. O álbum inclui os singles que foram top 5 no Reino Unido "Can We Dance", "Wild Heart", "Last Night" e "Somebody to You". Ele estreou no número dois das principais paradas do Reino Unido e da Irlanda. Foi o 23° álbum mais vendido no Reino Unido em 2014.

## Precedentes e lançamento
Depois que James McVey conheceu Brad Simpson via YouTube no final de 2011, a dupla começou a trabalhar juntos em seu álbum de estreia. Mais tarde, eles conheceram Tristan Evans e Connor Ball e se tornaram um quarteto. Eles assinaram um contrato com a Mercury Records em novembro de 2012. Em 22 de março 2014, o The Vamps anunciou que seu álbum de estreia se chamaria Meet the Vamps e seria lançado em 14 de abril de 2014.
O The Vamps embarcou em sua primeira turnê solo, a Meet the Vamps Tour, para promover seu álbum de estreia e tocou em 14 datas pelo Reino Unido e pela Irlanda. Eles fizeram o anúncio em sua conta do Twitter em 12 de fevereiro de 2014.

## Singles
- "Can We Dance" foi lançado em 29 de setembro de 2013 como single de estreia da banda e primeiro single do álbum. No começo, ele estava previsto para estrear em primeiro lugar no UK Singles Chart, mas acabou ficando no segundo, sendo tirada do topo pelo single da banda OneRepublic, "Counting Stars".[6] A canção também pegou a posição 17 na Austrália e 19 na Nova Zelândia.

- "Wild Heart" foi lançada como segundo single em 19 de janeiro de 2014. A canção estreou na terceira posição no Reino Unido.

- "Last Night" foi lançada como terceiro single em 6 de abril de 2014, e pegou o segundo lugar no UK Singles Chart.

- Uma nova versão de "Somebody to You" com a participação da cantora americana Demi Lovato foi lançada como o quarto single em 18 de maio de 2014, e pegou o quarto lugar no UK Singles Chart.

- Uma nova versão de "Oh Cecilia (Breaking My Heart)" com a participação do cantor canadense Shawn Mendes foi lançada como quinto single do álbum em 12 de outubro de 2014. A canção pegou o nono lugar no UK Singles Chart.

### Singlespromocionais
- "Dangerous" foi lançada como single promocional em 14 de abril de 2014.[7]

- "Risk It All" foi lançada como single nas Filipinas em fevereiro de 2015 como agradecimento pelos fãs terem colocado o álbum na primeira posição no país.

## Recepção crítica
| Críticas profissionais | Críticas profissionais |
| Avaliações da crítica  | Avaliações da crítica  |
| Fonte                  | Avaliação              |
| ---------------------- | ---------------------- |
| AllMusic               | [ 1 ]                  |
| Digital Spy            | [ 8 ]                  |
| The Guardian           | [ 9 ]                  |
| Virgin Media           | [ 10 ]                 |

O álbum recebeu críticas positivas dos críticos em geral. O crítico do AllMusic, Matt Collar notou que o álbum "mostra a alta energia e a mistura de pop melódico e dance music do grupo". Lewis Corner do Digital Spy deu ao álbum uma nota positiva, declarando, "...Apresenta um empurrão pop grande o suficiente para perfurar através do cenário super saturado e ser notado. Eles devem ter muita competição lá fora, mas o The Vamps provaram que são mais do que capazes de aceitar o desafio." Caroline Sullivan do The Guardian também deu uma nota positiva ao álbum. Ela disse, "segmentos do Meet the Vamps são comprovadamente de uma banda", mas também sentiu que "há muitos momentos em que seria difícil diferenciar o The Vamps de um de seus concorrentes como One Direction e Peter Andre (de onde "Mysterious Girl" claramente deu muita inspiração para "Girls on TV"). É onde suas raízes como uma banda que fazia covers no YouTube é mais evidente, e a necessidade de uma voz própria é mais sentida" Matthew Horton do Virgin Media chamou o álbum de "um esforço atraente que adiciona algo ao cenário pop".

## Lista de faixas
| Edição padrão  |                                  | |                                  |         |  |
| N.º            | Título                           | Compositor(es) | Produtor(es)                     | Duração |  |
| 1.             | "Wild Heart"                     | Connor Ball Tristan Evans James McVey Brad Simpson Ibrahim "Ayb" Asmar Amund Björklund Ben Harrison Espen Lind Jamie Scott | Espionage Asmar [a] Harrison [a] | 3:11    |  |
| 2.             | "Last Night"                     | Tom Barnes Wayne Hector Pete Kelleher Ben Kohn Ayak Thiik                                                                  | TMS                              | 3:07    |  |
| 3.             | "Somebody to You"                | Carl Falk Savan Kotecha Kristian Lundin                                                                                    | Falk Lundin                      | 3:03    |  |
| 4.             | "Can We Dance"                   | Timz Aluo Amund Björklund Philip Lawrence Espen Lind Bruno Mars Karl Michael                                               | Espionage                        | 3:12    |  |
| 5.             | "Girls on TV"                    | Ball Evans McVey Simpson Seye Adelekan Matt Prime Tim Woodcock                                                             | Prime Jay Reynolds               | 3:23    |  |
| 6.             | "Risk It All"                    | Ball Evans McVey Simpson Hector Prime                                                                                      | Prime                            | 3:38    |  |
| 7.             | "Oh Cecilia (Breaking My Heart)" | Paul Simon Ball Evans McVey Simpson Michaud                                                                                | Espionage Andrew Williams [b]    | 3:16    |  |
| 8.             | "Another World"                  | Ball Evans McVey Simpson Paul Barry Mark Bates Patrick Mascall                                                             | Brian Rawling Paul Meehan Bates  | 3:34    |  |
| 9.             | "Move My Way"                    | McVey | Reynolds                         | 3:28    |  |
| 10.            | "Shout About It"                 | Ball Evans McVey Simpson Prime                                                                                             | Prime                            | 3:41    |  |
| 11.            | "High Hopes"                     | Ball Evans McVey Simpson Tom Fletcher Danny Jones Dougie Poynter                                                           | Jones                            | 3:30    |  |
| 12.            | "She Was the One"                | Ball Evans McVey Simpson                                                                                                   | David Bendeth Evans [b]          | 3:20    |  |
| 13.            | "Dangerous"                      | Ball Evans McVey Simpson Jay Reynolds                                                                                      | Reynolds Evans                   | 3:55    |  |
| 14.            | "Lovestruck"                     | Ball Evans McVey Simpson C.J. Baran Lindy Robbins                                                                          | Baran                            | 3:41    |  |
| 15.            | "Smile"                          | Ball Evans McVey Simpson                                                                                                   | Reynolds                         | 3:01    |  |
| Duração total: | Duração total:                   | Duração total: | Duração total:                   | 51:00   |  |

| Meet the Vamps – edição de luxo da iTunes Store |                |                                                         |             |         |  |
| N.º                                             | Título         | Compositor(es)                                          | Producer(s) | Duração |  |
| 16.                                             | "On the Floor" | Björklund Lind Ball Evans McVey Simpson James Bourne    | Espionage   | 3:28    |  |
| 17.                                             | "Golden"       | Ball Evans McVey Simpson Alex Smith                     | Smith       | 3:19    |  |
| 18.                                             | "Fall"         | Ball Evans McVey Simpson David Sneddon James Bauer-Mein | Reynolds    | 3:03    |  |

| Meet the Vamps – edição com DVD |                      |         |  |
| N.º                             | Título               | Duração |  |
| 1.                              | "Story of The Vamps" | 75:00   |  |

### Edição de natal
Meet the Vamps: Christmas Edition foi lançado em 1 de dezembro de 2014. Ela inclui oito faixas de natal extras e um DVD da banda se apresentando na NIA em Birmingham com a turnê Meet The Vamps Tour em 5 de outubro de 2014.
| CD  |                                         |                                                                    |                                  |         |  |
| N.º | Título                                  | Compositor(es)                                                     | Produtor(es)                     | Duração |  |
| 1.  | "Jingle Bell Rock"                      | Joe Beal Jim Boothe                                                |                                  | 2:15    |  |
| 2.  | "Sleighing in the Snow"                 | Brad Simpson, James McVey, Connor Ball, Tristan Evans              |                                  | 2:42    |  |
| 3.  | "Hoping for Snow"                       | James McVey, Brad Simpson, Connor Ball, Tristan Evans, Joe O'Neill |                                  | 3:39    |  |
| 4.  | "We Wish You a Merry Christmas"         | Traditional                                                        |                                  | 2:02    |  |
| 5.  | "I Wish It Could Be Christmas Everyday" | Roy Wood                                                           |                                  | 3:06    |  |
| 6.  | "Hallelujah"                            | Leonard Cohen                                                      |                                  | 3:45    |  |
| 7.  | "Jingle Bells"                          | James Lord Pierpont                                                |                                  | 3:01    |  |
| 8.  | "Silent Night"                          | Joseph Mohr                                                        |                                  | 2:06    |  |
| 9.  | "Wild Heart"                            | Ball Evans McVey Simpson Asmar Björklund Harrison Lind Scott       | Espionage Asmar [a] Harrison [a] | 3:11    |  |
| 10. | "Last Night"                            | Barnes Hector Kelleher Kohn Thiik                                  | TMS                              | 3:07    |  |
| 11. | "Somebody to You"                       | Falk Kotecha Lundin                                                | Falk Lundin                      | 3:03    |  |
| 12. | "Can We Dance"                          | Aluo Björklund Lawrence Lind Mars Michael                          | Espionage                        | 3:37    |  |
| 13. | "Girls on TV"                           | Ball Evans McVey Simpson Adelekan Prime Woodcock                   | Prime Reynolds                   | 3:23    |  |
| 14. | "Risk It All"                           | Ball Evans McVey Simpson Hector Prime                              | Prime                            | 3:38    |  |
| 15. | "Oh Cecilia (Breaking My Heart)"        | Simon Ball Evans McVey Simpson                                     | Espionage Williams [b]           | 3:16    |  |
| 16. | "Another World"                         | Ball Evans McVey Simpson Barry Bates Mascall                       | Rawling Meehan Bates             | 3:34    |  |
| 17. | "Move My Way"                           | McVey                                                              | Reynolds                         | 3:28    |  |
| 18. | "Shout About It"                        | Ball Evans McVey Simpson Prime                                     | Prime                            | 3:41    |  |
| 19. | "High Hopes"                            | Ball Evans McVey Simpson Fletcher Jones Poynter                    | Jones                            | 3:30    |  |
| 20. | "She Was the One"                       | Ball Evans McVey Simpson                                           | Bendeth Evans [b]                | 3:20    |  |
| 21. | "Dangerous"                             | Ball Evans McVey Simpson Reynolds                                  | Reynolds Evans                   | 3:55    |  |
| 22. | "Lovestruck"                            | Ball Evans McVey Simpson Baran Robbins                             | Baran                            | 3:41    |  |
| 23. | "Smile"                                 | Ball Evans McVey Simpson                                           | Reynolds                         | 3:01    |  |
| 24. | "Somebody to You"                       | Falk Kotecha Lundin                                                | Falk Lundin                      | 3:03    |  |

| DVD: Meet the Vamps - Live in Concert |                       |         |  |
| N.º                                   | Título                | Duração |  |
| 1.                                    | "Meet the Vamps Live" |         |  |

### Edições norte-americanas
| Meet the Vamps – Edição padrão |                                  |                                                              |                                  |         |  |
| N.º                            | Título                           | Compositor(es)                                               | Produtor(es)                     | Duração |  |
| 1.                             | "Can We Dance"                   | Aluo Björklund Lawrence Lind Mars Michael                    | Espionage                        | 3:12    |  |
| 2.                             | "Somebody to You"                | Falk Kotecha Lundin                                          | Falk Lundin                      | 3:03    |  |
| 3.                             | "Last Night"                     | Barnes Hector Kelleher Kohn Thiik                            | TMS                              | 3:07    |  |
| 4.                             | "Oh Cecilia (Breaking My Heart)" | Simon Ball Evans McVey Simpson                               | Espionage Williams [b]           | 3:16    |  |
| 5.                             | "Girls on TV"                    | Ball Evans McVey Simpson Adelekan Prime Woodcock             | Prime Reynolds                   | 3:23    |  |
| 6.                             | "Risk It All"                    | Ball Evans McVey Simpson Hector Prime                        | Prime                            | 3:38    |  |
| 7.                             | "Hurricane"                      | Simpson McVey Ball Evans                                     |                                  | 3:15    |  |
| 8.                             | "Wild Heart"                     | Ball Evans McVey Simpson Asmar Björklund Harrison Lind Scott | Espionage Asmar [a] Harrison [a] | 3:11    |  |
| 9.                             | "Another World"                  | Ball Evans McVey Simpson Barry Bates Mascall                 | Rawling Meehan Bates             | 3:34    |  |
| 10.                            | "Move My Way"                    | McVey                                                        | Reynolds                         | 3:28    |  |
| 11.                            | "She Was the One"                | Ball Evans McVey Simpson                                     | Bendeth Evans [b]                | 3:20    |  |
| 12.                            | "Smile"                          | Ball Evans McVey Simpson                                     | Reynolds                         | 3:01    |  |

| Meet the Vamps – edição de luxo do iTunes |                  |                                                 |                |         |  |
| N.º                                       | Título           | Compositor(es)                                  | Produtore(s)   | Duração |  |
| 13.                                       | "High Hopes"     | Ball Evans McVey Simpson Fletcher Jones Poynter | Jones          | 3:30    |  |
| 14.                                       | "Shout About It" | Ball Evans McVey Simpson Prime                  | Prime          | 3:41    |  |
| 15.                                       | "Dangerous"      | Ball Evans McVey Simpson Reynolds               | Reynolds Evans | 3:55    |  |

| Meet the Vamps – edição de luxo da Target |                                 |                                  |              |         |  |
| N.º                                       | Título                          | Compositor(es)                   | Produtore(s) | Duração |  |
| 13.                                       | "Jingle Bells"                  | Pierpont                         |              | 3:01    |  |
| 14.                                       | "Hoping for Snow"               | McVey Simpson Ball Evans O'Neill |              | 3:39    |  |
| 15.                                       | "We Wish You a Merry Christmas" |                                  |              | 2:02    |  |

Notas
- ↑[a]  significa a existência de um co-produtor
- ↑[b]  significa a existência de um produtor adicional

## Turnês
- Meet the Vamps Tour (2014)
- The Vamps Asia-Pacific 2015 Tour (2015)
- The Vamps 2015 UK Arena Tour 2015 (2015)
- Vamps Summer Tour (2015)

## Desempenho comercial
Meet the Vamps estreou na segunda posição no Irish Albums Chart, atrás de Caustic Love de Paolo Nutini.  O mesmo álbum o manteve fora do topo no UK Albums Chart. Na Austrália, o álbum estreou na terceira posição no ARIA Charts, atrás da trilha sonora de Frozen e The New Classic de Iggy Azalea.
| Parada (2014)                       | Melhor posição |
| ----------------------------------- | -------------- |
| Austrália (ARIA)                    | 3              |
| China (China Albums)                | 12             |
| Bélgica (Ultratop Flandres)         | 24             |
| Bélgica (Ultratop Valônia)          | 35             |
| República Tcheca (ČNS IFPI)         | 59             |
| Dinamarca (Hitlisten)               | 20             |
| Países Baixos (Dutch Charts)        | 35             |
| França (SNEP)                       | 19             |
| Irlanda (IRMA)                      | 2              |
| Itália (FIMI)                       | 9              |
| Japão (Japanese Albums)             | 24             |
| Nova Zelândia (RMNZ)                | 8              |
| Noruega (VG-lista)                  | 17             |
| Polónia (ZPAV)                      | 21             |
| Portugal (AFP)                      | 13             |
| Escócia (Official Scottish Albums)  | 2              |
| Espanha (PROMUSICAE)                | 7              |
| Suíça (Schweizer Hitparade)         | 10             |
| Reino Unido (Official Albums Chart) | 2              |
| Estados Unidos (Billboard 200)      | 40             |

| País           | Emissora | Certificação | Vendas   |
| -------------- | -------- | ------------ | -------- |
| Reino Unido    | BPI      | Platina      | 300,000+ |
| Filipinas      | PARI     | Platina      | 15.000   |
| Estados Unidos | RIAA     | —            | 51.000   |
| Mundo          | —        | —            | 370.000+ |